# 中村櫻溪
中村櫻溪（1852年1月—1921年12月31日）是日本東京府（現東京都）出身的漢文作家，本名忠誠，字伯實，號櫻溪，又常以櫻溪子、櫻溪釣徒、櫻溪逸人等署名發表作品。日治時代曾在台灣任教，精通漢文，在台期間的作品以遊記、碑文等為主，詩作多描寫台灣的風物景色。

## 經歷
嘉永5年（1852年）生於東京府，家系是吉井藩藩士。幼少時，在藩校就讀，後因學識優異，在藩校「學問所」擔任教授一職。明治維新後，任教於埼玉縣師範學校（現埼玉大學）。明治32年（1899年）渡台，任台灣總督府國語學校教授，之後長期在國語學校擔任教職。明治35年（1902年），和館森鴻、籾山衣洲共創「文瀾會」，在「台灣日日新報」發表詩文。明治37年（1904年），和籾山衣洲共同擔任「台灣教育會雜誌」漢文報編輯。同年，又和小泉盜泉、館森鴻、尾崎秀真等人合創詩社「淡社」。明治40年（1907年），返回日本內地，重返埼玉縣師範學校任教，但仍與台灣文壇保持聯繫。

## 著作
- 『涉濤集』
- 『涉濤續集』
- 『涉濤三集』